# Colapso do Hotel New World
O desmoronamento do Hotel New World (Inglês: Collapse of Hotel New World; Chinês simplificado: 新世界酒店倒塌事件; Malaio: Runtuhan Hotel New World; Tamil: நியூ வர்ல்டு விடுதி சம்பவம் Niyū Varlţu Vituthi Campavam) ocorreu em 15 de março de 1986, e foi o desastre civil mais mortal de Singapura desde o desastre de Spyros em 12 de outubro de 1978. O prédio de seis andares situado na esquina da avenida Serangoon com a rua Owen desmoronou rapidamente, prendendo 50 pessoas sob os escombros. Dezessete pessoas foram resgatadas e 33 pessoas morreram.

## Antecedentes
O Hotel New World, oficialmente chamado de Lian Yak Building (chinês: 联益大厦), foi concluído em 1971 e consistia em seis andares e uma garagem no subsolo. O edifício, anteriormente conhecido como New Serangoon Hotel até 1984, era o principal inquilino ocupando os quatro andares superiores, e uma agência do Industrial & Commercial Bank (que se fundiu com o United Overseas Bank em 1987) ocupava o térreo. Uma boate, Universal Neptune Nite-Club and Restaurant, estava situada no segundo andar do prédio no momento do colapso. O prédio já havia experimentado um vazamento de gás venenoso (causado por monóxido de carbono) em alguns dos quartos do hotel, chegando às manchetes em 30 de agosto de 1975, um dia após o vazamento de gás venenoso ter sido relatado.

## Desmoronamento
Em 15 de março de 1986, o prédio se desintegrou rapidamente em menos de um minuto por volta das 11h25 (00:25 UTC-3; 03:25 UTC) deixando pouco tempo para que alguém dentro dele escapasse. Testemunhas relataram ter ouvido uma explosão antes do desabamento, mas a polícia descartou a possibilidade de um ataque a bomba. Uma explosão de gás foi cogitado como causa provável da queda do edifício.
O desastre foi recebido com choque por muitos, incluindo o então primeiro-ministro Lee Kuan Yew, que foi citado como tendo dito que "o colapso de tal edifício é sem precedentes".

### Vítimas
Imediatamente após o desmoronamento, cerca de 300 pessoas ficaram presas sob os escombros. As estimativas caíram para 100 presos ou desaparecidos um dia depois, e depois para 60, incluindo 26 funcionários do hotel e 16 funcionários do banco desaparecidos. O número foi finalmente colocado em 33 quando o número oficial de mortos foi anunciado em 22 de março de 1986, após o fim do esforço de resgate. Entre os mortos, 23 eram singapurianos e os outros dez estrangeiros.

### Resgate
Após o desabamento do prédio, muitos transeuntes começaram a tentar retirar os sobreviventes. Eles logo se juntaram ao Serviço de Bombeiros de Singapura (SFS), à Força-Tarefa Policial da Força Policial de Singapura (SPF) e às Forças Armadas de Singapura (SAF). Uma empresa próxima, a Eagle Piano Company, tornou-se um centro para a operação de resgate.
Como havia sobreviventes enterrados nos escombros, o resgate foi uma operação delicada. Os detritos foram cuidadosamente removidos enquanto serras elétricas e furadeiras cortavam os escombros.
Detectores de som foram usados para localizar sobreviventes sob as lajes, captando gemidos e gritos fracos. Nas primeiras 12 horas, nove pessoas foram resgatadas. Ao mesmo tempo, o tenente-coronel Lim Meng Kin (chefe dos médicos da SAF), juntamente com vários outros oficiais médicos da SAF e dois médicos do Ministério da Saúde, se revezaram para rastejar por espaços estreitos dentro dos escombros em um esforço para fornecer assistência aos presos presos sobreviventes, dando-lhes glicose e soro fisiológico.
Especialistas em túneis da Grã-Bretanha, Irlanda e Japão que estavam envolvidos na construção nas proximidades do Mass Rapid Transit (Singapura), incluindo Thomas "Tommy" Gallagher, Thomas Mulleary, Patrick "PJ" Gallagher, Michael Prendergast, Michael "Mickey" Scott e Tan Jin Thong, se ofereceram para ajudar. Eles ficaram preocupados que o uso de máquinas pesadas derrubaria os escombros sobre os que estavam soterrados. Seus esforços voluntários, cavando quatro túneis sob os escombros, resultaram no resgate de outros oito sobreviventes. Os especialistas em túneis foram posteriormente homenageados pelo governo de Singapura por seus esforços. Thomas Mulleary também foi indicado para receber a O.B.E por seu trabalho de resgate, mas recusou a prestigiosa honra quando o resto do esquadrão de resgate não foi incluído.
A última sobrevivente, Chua Kim Choo, de 30 anos, foi resgatada em 18 de março de 1986, tendo sobrevivido depois de se esconder debaixo de uma mesa.
Após a operação de resgate de seis dias que terminou em 21 de março, 17 pessoas foram resgatadas, mas 33 pessoas perderam a vida.

## Desfecho

### Investigação
Muitas causas potenciais do acidente foram investigadas. As seções sobreviventes de concreto foram testadas para garantir que fossem construídas de acordo com os padrões de construção adequados e verificou-se que eram. A obra de construção da ferrovia subterrânea – construída por tuneleiros que ajudaram no resgate – foi investigada, mesmo que as escavações estivessem a mais de 100 jardas (91 m) do prédio desmoronado. Verificou-se que eles não tiveram efeito sobre a estabilidade do edifício.
Também foram investigados os vários acréscimos feitos ao edifício após sua construção inicial. Sistemas de ar condicionado foram construídos na cobertura do prédio, o banco acrescentou um grande cofre e telhas cerâmicas foram fixadas no exterior do prédio, tudo aumentando consideravelmente o peso do prédio. Descobriu-se que o peso dessas adições era importante: o engenheiro estrutural original havia cometido um erro grave ao calcular a carga estrutural do edifício. O engenheiro estrutural calculou a carga viva do edifício (o peso dos habitantes potenciais do edifício, móveis, acessórios e acessórios), mas a carga permanente do edifício (o peso do próprio edifício) foi completamente omitida do cálculo. Isso significava que o edifício como construído não poderia suportar seu próprio peso. O colapso era apenas uma questão de tempo. Depois que três colunas de suporte diferentes falharam nos dias anteriores ao desastre, as outras colunas - que assumiram o peso adicional não mais suportado pelas colunas falhadas - não puderam suportar o edifício.
De acordo com o Channel News Asia, o Lian Yak Building foi projetado por um desenhista não qualificado em vez de um engenheiro estrutural profissional. Um investigador descobriu que havia superestimado o peso morto que as colunas e as paredes podiam suportar. O relator alegou que o proprietário do edifício Ng Khong Lim, que acabou morrendo no incidente do colapso, o nomeou para projetar o Edifício Lian Yak, mas Ng dirigiu esse trabalho de construção. O investigador também descobriu que Ng solicitou o uso de materiais inferiores para construir o Lian Yak Building, a fim de reduzir o custo.

### Consequências
Em 27 de abril de 1986, o governo de Singapura homenageou cinco indivíduos por sua assistência nos esforços de resgate, incluindo três da Irlanda, um da Grã-Bretanha e um local. Um jantar também foi oferecido pelas autoridades da cidade-Estado em 29 de abril de 1986 para a equipe da SMRT Corporation envolvida no esforço de resgate, com o então Ministro das Comunicações e Informação, Yeo Ning Hong, como o Convidado de Honra.
Após este desastre, os edifícios construídos na década de 1970 foram verificados quanto a falhas estruturais, e alguns deles foram declarados estruturalmente insalubres e foram evacuados, incluindo o bloco principal da Faculdade Hwa Chong Junior e o campus da Escola Secundária Católica de Singapura na Queen Street. O governo também introduziu regulamentações mais rígidas na construção de edifícios; desde 1989, todos os projetos estruturais devem ser contra-verificados por Verificadores Credenciados. A Força de Defesa Civil de Singapurapura (SCDF) passou por uma atualização significativa, em termos de treinamento e equipamentos, para melhorar sua prontidão na realização de operações complexas de resgate.
Cinco anos após o colapso, as obras de construção de um novo hotel de sete andares começaram em 28 de março de 1991. O Fortuna Hotel abriu com 85 quartos em 1994.

## Na cultura popular
Em julho de 1986, o cantor e compositor Kelvin Tan contribuiu para a fita Nothing on the Radio da revista BigO com a música "Seen the End", depois de passar duas noites no antigo local do Hotel New World.
Em 1990, o desastre foi reencenado na série de televisão em língua chinesa Finishing Line (出人头地), que foi ao ar no SBC 8 (agora MediaCorp Channel 8).
Em 25 de setembro de 2003, o desastre foi apresentado no primeiro episódio da segunda temporada da série de televisão True Courage, que foi transmitida no MediaCorp TV Channel 5 (agora MediaCorp Channel 5). Uma versão em chinês da série, intitulada True Courage (逆境勇者), também foi ao ar no MediaCorp TV Channel 8 (agora MediaCorp Channel 8).
Em 27 de setembro de 2005, a série de documentários do National Geographic Channel Seconds From Disaster ("Segundos Fatais" no Brasil) retratou o desastre no episódio "Hotel Collapse Singapore" ("Desmoronamento em Singapura" no Brasil). Em vez do local real, o programa usou uma imagem da área em torno de 88 Syed Alwi Road (na esquina da Kampon Kapor Road) como base para uma reconstrução gerada por computador do edifício e seu desabamento. O episódio foi retransmitido em Singapura em 16 de setembro de 2007 via StarHub TV.
Em fevereiro de 2015, Days of Disasters também retratou o desastre no episódio "Hotel New World Collapse". Também foi destaque no drama The Journey: Our Homeland.